# ダニー・マスターソン
ダニー・マスターソン（Danny Masterson、1976年3月13日 - ）はアメリカ合衆国の俳優およびDJ。『ザット'70sショー』に、スティーブン・ハイド（Steven Hyde）役で出演した。弟は同じく俳優のクリストファー・マスターソン。
2023年9月7日、2003年に二人の女性を強姦した罪で、ロサンゼルスの上位裁判所にて懲役30年から終身刑の判決を言い渡された。

## 経歴
ニューヨーク州出身。4歳の頃にはモデルとしてコマーシャル等に出演するようになる。8歳の時にブロードウェイの舞台に出演。16歳になるまでに100以上のコマーシャルに出演した。

## 性犯罪問題
2017年3月、複数の女性から性的暴行を受けたと告発を受ける。同年12月には新たに被害を告発する女性が現れ、2020年には3人の女性に対しての強姦罪で起訴、2022年秋から裁判が始まった。この内2人の女性に対しての容疑で有罪が認められ、2023年9月に懲役30年の懲役が下された。

## 私生活
2011年にビジュー・フィリップスと結婚したが、2023年にレイプの罪で有罪判決を受けたあとに離婚した。
長年に渡ってサイエントロジー教会の熱心な会員として知られる。

## フィルモグラフィ
| 公開年     | 邦題 原題                                  | 役名                 | 備考           |
| ---------- | ------------------------------------------ | -------------------- | -------------- |
| 1993       | ベートーベン2 Beethoven's 2nd              | セス                 |                |
| 1995       | バイバイ・ラブ Bye Bye Love                | マイキー             |                |
| 1997       | フェイス/オフ Face/Off                     | カール               |                |
| 1998       | パラサイト The Faculty                     | "Fucked-up" kid      |                |
| 1998－2006 | ザット'70sショー That '70s Show            | スティーブン・ハイド | テレビシリーズ |
| 2000       | ドラキュリア Dracula 2000                  | ナイトシェード       |                |
| 2008       | イエスマン “YES”は人生のパスワード Yes Man | ルーニー             |                |
| 2009       | すんどめカップル Made for Each Other       | モリス・ロドリゲス   |                |

## 参照
1. ↑  Sundby, Alex (2023年9月7日). “Danny Masterson sentenced to 30 years to life for rape convictions”.   CBS News. 2024年12月11日閲覧。
2. ↑  “Danny Masterson Biography”.   Yahoo! Movies. 2012年7月15日閲覧。
3. ↑  “Biography for Danny Masterson”.   IMDb. 2012年7月15日閲覧。
4. 1 2 3  Macke, Johnni (2024年2月19日). “Danny Masterson’s Sexual Assault Allegations and Case: Everything to Know”.   Us Weekly. 2024年12月11日閲覧。
5. ↑  Wihlborg, Ulrica (2009年3月16日). “Danny Masterson and Bijou Phillips Are Engaged!”. People 2011年1月8日閲覧。
6. ↑  Dugan Ramirez, Christina (2017年3月3日). “Danny Masterson's Long History with the Church of Scientology: 'I'm a Spiritual Being Who Likes to Understand Why Things Happen in the World'”.   People. 2024年12月11日閲覧。